# Открытый чемпионат Трансильвании по теннису
Открытый чемпионат Трансильвании (Румыния) — женский профессиональный международный теннисный турнир, проводимый в феврале или октябре в Клуж-Напока (Румыния) на закрытых (в помещении) хардовых кортах (с твёрдым покрытием). Относится к серии WTA 250 с призовым фондом около 275 тысяч долларов и турнирной сеткой, рассчитанной на 32 участницы в одиночном разряде и 16 пар.

## Общая информация
Проводится с 2021 года.

## Финалы турнира
| Год  | Чемпионка          | Финалистка          | Счёт        |
| ---- | ------------------ | ------------------- | ----------- |
| 2025 | Анастасия Потапова | Лючия Бронцетти     | 4-6 6-1 6-2 |
| 2024 | Каролина Плишкова  | Ана Богдан          | 6–4 6–3     |
| 2023 | Тамара Корпач      | Елена-Габриэла Русе | 6–3 6–4     |
| 2022 | Анна Блинкова      | Жасмин Паолини      | 6–2 3–6 6–2 |
| 2021 | Анетт Контавейт    | Симона Халеп        | 6–2 6–3     |

| Год  | Чемпионки                       | Финалистки                                 | Счёт           |
| ---- | ------------------------------- | ------------------------------------------ | -------------- |
| 2025 | Магали Кемпен Анна Сискова      | Жаклин Кристиан Анжелика Морателли         | 6–3 6–1        |
| 2024 | Кэти Макнэлли Эйжа Мухаммад     | Хэрриет Дарт Тереза Михаликова             | 6–3 6–4        |
| 2023 | Джоди Бёррэдж Джил Тайхман      | Леолия Жанжан Валерия Страхова             | 6–1 6–4        |
| 2022 | Лаура Зигемунд Кирстен Флипкенс | Камилла Рахимова Яна Сизикова              | 6–3 7–5        |
| 2021 | Ирина Бара Екатерина Горгодзе   | Александра Крунич Лесли Паттинама Керкхове | 4–6 6–1 [11–9] |